# Stefan Giller

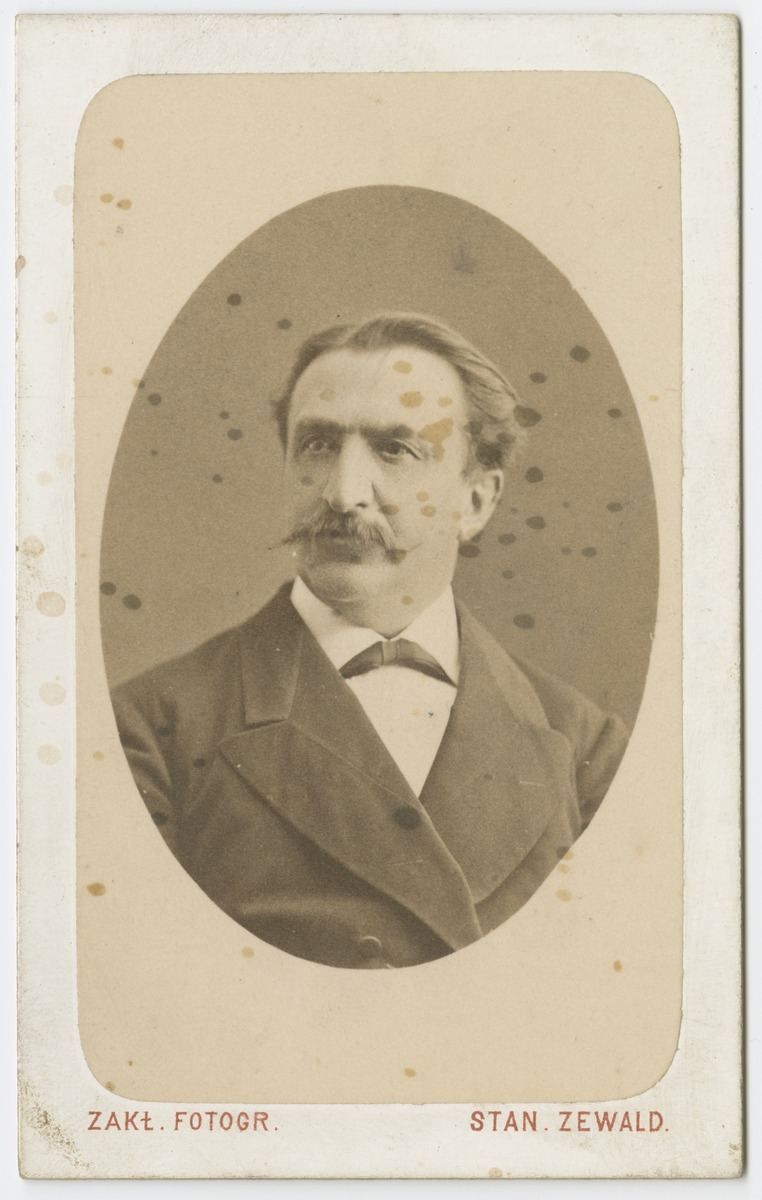
Stefan Giller

Stefan January Giller (* 19. September 1833 in Opatówek, Polen; † 27. Januar 1918 ebenda) war ein polnischer Schriftsteller und Lehrer in Kalisz und Opatowek. Er und sein älterer Bruder Agaton Giller spielten eine wichtige Rolle in der polnischen Nationalbewegung.

## Leben
Der Sohn des Jan Giller und der Franciszka Szpadkowska war ein Poet und Schriftsteller, ein Zeitzeuge der polnischen Romantik. Zudem unterrichtete er die polnische Sprache in Schulen in Kalisz zu einer Zeit, als die russische Regierung von Kongresspolen versuchte, die polnische Sprache aus dem öffentlichen Leben zu vertreiben.
Giller wurde von seinen Schülern und Mitmenschen sehr geachtet. Unter seinen Schülern waren bekannte Persönlichkeiten wie der Präsident der polnischen Republik, Stanisław Wojciechowski, der Rektor der Universität Vilnius, Alfons Parczewski.
1997 wurden viele Briefe und Dokumente von Stefan und Agaton Giller gefunden und veröffentlicht unter dem Titel: „The Unknown Letters of Giller the family“.
Um 1855 heiratete er in Kalisz Teressa Rohrens (* 1836 in Kalisz).